# Staroleśne Wrótka

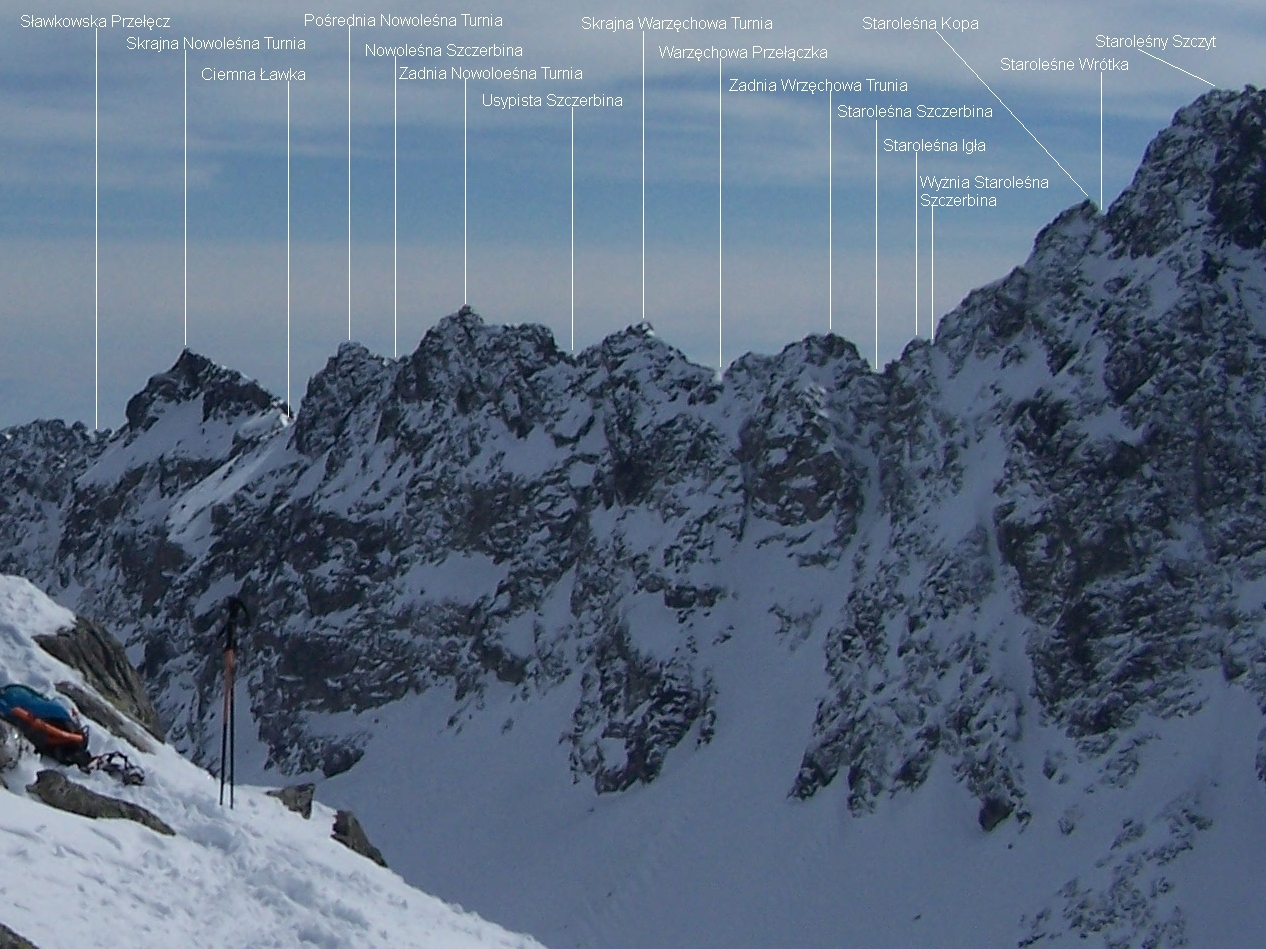
Widok na Nowoleśną Grań ze Świstowego Szczytu

Staroleśne Wrótka (słow. Starolesnianska bránka, niem. Altwalddofer Törl, węg. Szekrényes-kapu) – turnia w bocznej grani słowackich Tatr Wysokich. Znajduje się w górnej części wschodniej grani Staroleśnego Szczytu, pomiędzy jednym z jego wierzchołków – Tajbrową Turnią (Bradavica V vrchol) a Staroleśną Kopą (Starolesnianska kopa).
Przez Staroleśne Wrótka przechodzą taternicy podczas przejścia grani Sławkowski Szczyt – Mała Wysoka. Jest to długa i miejscami krucha grań. Przejście to najlepiej wykonać w kierunku Sławkowski Szczyt – Mała Wysoka.